# Parc Zabeel
Le parc Zabeel (حديقة زعبيل) est un jardin public situé dans le district de Zabeel à Dubaï aux Émirats arabes unis. Le parc est bordé par la route Sheikh Rashid au nord, la route Sheikh Khalifa bin Zayed  au nord-ouest et la route Sheikh Zayed qui le coupe au sud
. Il est divisé en plusieurs secteurs connectés par des ponts piétons et de nombreuses portes d'entrée y donne accès.
Situé entre le district résidentiel Al Karama et le Dubai World Trade Centre, le parc Zaabel couvre la majeure partie de la zone de d'Al Kifaf. Il est accessible par la ligne rouge du métro de Dubaï à la station Al Jaffliya. Il est entretenu par le Département des Parcs publics et de l'Horticulture de la municipalité de Dubaï.

## Description
Le parc a ouvert au public en décembre 2005 après avoir été inauguré par Hamdan bin Rashid Al Maktoum. Le parc Zabeel couvre une zone de 47,5 hectares soit environ l'équivalent de 45 terrains de football,. Son parking peut accueillir 2 300 véhicules.
Le prix d'entrée est de 5 Dhs par personne. Le parc est l'un des plus grands et plus fréquentés de la ville et il est un lieu populaire pour les pratiques sportives et les concerts. Il propose plusieurs équipements récréatifs dont une piste de jogging de 4,3 km faisant le tour du parc, des voies pédestres, une piste de BMX, un skatepark, des zones aménagées pour les pique-niques et les barbecues, un lac ouvert à la navigation entouré de restaurants, une patinoire, un petit terrain de cricket, un golf, des bancs ombragés et des zones de jeu pour enfants,. Il dispose également d'une galerie d'exposition, de salles de prière, d'un centre de fitness et de divers monuments. Le thème général du parc est la technologie avec trois zones (la zone de l'énergie alternative, la zone des communications et la zone techno) proposant des dispositifs éducatifs et interactifs. Un cinéma 3D propose également des activités ludo-éducatives,,.
Une plantation de 3 000 palmiers se trouve dans le parc en plus des 7 000 autres arbres sélectionnés parmi 14 espèces. Un accès Wi-Fi est proposé aux visiteurs. Durant le 20e Festival de shopping de Dubaï en 2015, le parc a attiré plus de 90 000 visiteurs pour ses dix premiers jours.